# 1960 ve filmu

## Události
- Natočeny filmy Vyšší princip, Dařbuján a Pandrhola a Robot Emil.
- 29. října - Premiéra československé filmové pohádky režiséra Jaroslava Macha Jak se Franta naučil bát
- Československá televize se přestěhovala na Kavčí hory.
- Na pražské DAMU absolvovali herci Jan Přeučil, Jana Hlaváčová, Milena Dvorská a režisér Jan Kačer.
- Na hollywoodský chodník slávy byla položena první hvězda (herečce Joanne Woodwardové)
- Natočen kultovní film Sedm statečných, Psycho či Spartakus
- Začíná natáčení filmu West Side Story a Mustangové, v hlavní roli s Marilyn Monroe a Clarkem Gableem (poslední film ve kterém si zahráli společně)

## Nejvýdělečnější filmy roku
| Pořadí | Název                   | Země | Tržba (v dolarech) |
| ------ | ----------------------- | ---- | ------------------ |
| 1.     | Švýcarský Robinson      | USA  | 40 400 000         |
| 2.     | Psycho                  | USA  | 32 000 000         |
| 3.     | Spartakus               | USA  | 30 000 000         |
| 4.     | Exodus                  | USA  | 21 800 000         |
| 5.     | Sladký život            | /    | 19 500 000         |
| 6.     | Alamo                   | USA  | 7 900 000          |
| 7.     | Pojď, budeme se milovat | USA  | 4 400 000          |
| 8.     | G.I. Blues              | USA  | 4 300 000          |

## Ocenění

### Oscar
Nejlepší film: Byt
Nejlepší režie: Billy Wilder - Byt
Nejlepší mužský herecký výkon: Burt Lancaster - Elmer Gantry
Nejlepší ženský herecký výkon: Elizabeth Taylor - Telefon Butterfield 8
Nejlepší mužský herecký výkon ve vedlejší roli: Peter Ustinov - Spartakus
Nejlepší ženský herecký výkon ve vedlejší roli: Shirley Jones - Elmer Gantry
Nejlepší cizojazyčný film: Pramen panny (Jungfrukällan), režie Ingmar Bergman, Švédsko

### Zlatý Glóbus
Drama
Nejlepší film: Spartakus
Nejlepší herec: Burt Lancaster - Elmer Gantry
Nejlepší herečka: Greer Garson - Sunrise at Campobello
Muzikál nebo komedie
Nejlepší film: Byt a Song Without End
Nejlepší herec: Jack Lemmon - Byt
Nejlepší herečka: Shirley MacLaine - Byt
Jiné
Nejlepší režie: Jack Cardiff - Sons and Lovers

## Seznam zahraničních filmů
- Mlčící hvězda (režie: Hieronim Przybyl, Kurt Maetzig, Hugo Grimaldi)
- Psycho (režie: Alfred Hitchcock)

## Narozeniny
- 3. ledna - Joan Chen, herečka
- 12. ledna - Oliver Platt, herec
- 13. ledna - Kevin Anderson, americký herec
- 28. února - Dorothy Stratten, kanadská herečka († 1980)
- 4. dubna - Hugo Weaving, herec z Nigérie
- 24. května - Kristin Scott-Thomas, herečka
- 31. května - Chris Elliott, herec
- 16. srpna - Timothy Hutton, herec
- 10. srpna - Antonio Banderas, španělský herec
- 17. srpna - Sean Penn, herec
- 9. září - Hugh Grant, herec
- 10. září - Colin Firth, herec
- 5. listopadu - Tilda Swinton, britská herečka
- 11. listopadu - Stanley Tucci, herec a filmový režisér.
- 3. prosince - Daryl Hannah, herečka
  - Julianne Moore, herečka
- 10. prosince - Kenneth Branagh, herec a režisér

## Úmrtí
- 3. ledna - Victor Sjöström, švédský filmový herec a režisér
- 20. ledna - Matt Moore, americký herec původem z Irska
- 3. února - Fred Buscaglione, italský herec a zpěvák
- 3. listopadu - Paul Willis, americký herec
- 5. listopadu - Mack Sennett, americký producent a režisér
- 11. listopadu - Yuri Gadyukin, ruský režisér
- 16. listopadu - Clark Gable, americký herec
- 19. listopadu - Phyllis Haver, americká herečka

## Filmové debuty
- Jane Fonda